# ان‌جی‌سی ۴۴۸۵
ان‌جی‌سی ۴۴۸۵ (انگلیسی: NGC 4485) نام یک کهکشان در صورت فلکی تازی‌ها است.